# Lösertalkopf
Der Lösertalkopf ist ein wenig ausgeprägter 1859 m ü. NHN hoher Gipfel in den Ammergauer Alpen.

## Lage
Innerhalb der Ammergauer Alpen gehört der Lösertalkopf zur Hochplattengruppe. Der Gipfel bildet den höchsten Punkt in dem Verbindungsgrat zwischen Hochplatte und Scheinbergspitz. Nach Norden ist der Lösertalkopf über das Lösertaljoch mit dem Vorderscheinberg verbunden.

## Gipfel
Der Gipfel ist über den Südwestgrat ohne Schwierigkeiten zu erreichen. Die Südseite unterhalb des Gipfels besteht aus mäßig steilen, mit Latschen durchsetzte Wiesen. Während der Sommersaison kann der Gipfel vom Lösertaljoch durch die zum Teil felsige Nordflanke erstiegen werden. Im Rahmen einer Skitour wird der Gipfel im Frühjahr und Winter aus dem Lösertalmösl durch die nordostseitige Steilmulde erstiegen.